# Carl Ludwig von Bar
Carl Ludwig von Bar (24. juli 1836 i Hannover - 20. august 1913 i Folkestone) var en tysk jurist.
von Bar blev 1863 privatdocent i Göttingen, 1866 ekstraordinær professor i Rostock, 1868 ordentlig professor i Breslau, 1879 i Göttingen. Han var medlem af rigsdagen 1890—93. Fraregnet et enkelt strejftog ind på civilrettens område, Das Hannoversche Hypothekenrecht nach dem Gesetze von 14. Dezember 1864 (1871), og forskellige ekskursioner på statsrettens og den politiske histories felter faldt von Bars omfattende og frugtbare forfattervirksomhed i 3 hovedgrupper: mellemfolkelig ret, proces- og strafferet. Med sine fortræffelige værker: Das internationale Privat- und Strafrecht (1862), Theorie und Praxis des internationalen Privatrechts (I—II, 1889), Lehrbuch des internationalen Privat- und Strafrechts (1892) og andre vandt von Bar i Europa ry som en af Tysklands skarpsindigste retsforskere, i selve Tyskland har hans indflydelse været ringere, han blev medlem af Institut de droit international og af den permanente voldgiftsdomstol i Haag. I Der Burenkrieg, die Russificierung Finnlands, die Haager Friedenskonferenz und die Errichtung einer internationalen Academie zur Ausgleichung der Staaten (1900) slog von Bar til lyd for oprettelsen af et internationalt, af den enkelte stat uafhængigt akademi for studiet og udviklingen af den mellemfolkelige ret og beslægtede videnskaber. 
Af von Bars talrige straffeprocessuelle skrifter kan fremhæves: Recht und Beweis im Geschworenengerichte (1865) og Zur Frage der Geschworenen- und Schöffengerichte (1873), af hans civilprocessuelle: Das Beweisurteil des germanischen Processes (1866) og Recht und Beweis im Civilprocesse (1867). Som strafferetslærer kastede von Bar dog vistnok tungere lod i vægtskålen. I Die Lehre vom Causalzusammenhange im Rechte, besonders im Strafrechte (1871) udtalte han tanker, der er beslægtede med de af Goos og Getz omtrent samtidig og uafhængig af ham fremsatte betragtninger om bestemmelsen af den retstridige handling. Af stort værd er von Bars Handbuch des Deutschen Strafrechts. I. Geschichte des Deutschen Strafrechts und der Strafrechtstheorien (1882), som forblev ufuldendt; von Bars sidste større værk Gesetz und Schuld im Strafrecht. Fragen des geltenden deutschen Strafrechts und seiner Reform. I. Das Strafgesetz (1906), II. Die Schuld nach dem Strafgesetze (1907), III. Die Befreiung von Schuld und Strafe durch das Strafgesetz (1909) blev skrevet med andre, væsentlig legislative formål for øje. Ved folke- og strafferetlige tidsskrifter, for eksempel Der Gerichtssaal, var von Bar en flittig medarbejder. Han var bidragyder til Holtzendorff-Kohlers retsencyklopædi og til Paul Hinnebergs Die Kultur der Gegenwart.